# Денисов, Денис Борисович
Денис Борисович Денисов (род. 24 декабря 1969, Челябинск) — советский и российский хоккеист, защитник.

## Биография
Воспитанник челябинского «Трактора», тренеры Валерий Рякин, Владимир Угрюмов, Виктор Перегудов. Играл за команды «Металлург» / «Мечел» Челябинск (1988/89 — 1990/91), «Металлург» Магнитогорск (1991/92 — 1993/94), «Южный Урал» Орск (1992/93, 1993/94), «Металлург-2» Магнитогорск (1993/94), «Рубин» и «Рубин-2» (Тюмень, 1994/95, 1998/99), «Трактор» (1995/96 — 1997/98, 1998/99), «Надежда» Челябинск (1995/96), «Юниор-Т» Курган (1996/97, 1997/98), СКА-«Амур» Хабаровск (1997/98), «Трактор-2» (1998/99, 1999/2000 — 2000/01, 2001/02), «Сталь» Аша (1998/99, 2000/01, 2001/02), «Ижсталь» Ижевск (1999/2000), «Политехник» Челябинск (2002/03 — 2003/04).
Администратор ХК «Трактор» до 2015 года, сервисмен в «Челмете», в женском клубе «Белые медведицы» (с 2021).